# Yengejeh (Maragheh)
Yengejeh (persan: ينگجه , également Romanisé en Yengejh, également comme Yengījeh) est un village du district rural de Sarajuy-ye Shomali, dans la partie centrale du comté de Maragheh, dans l'Azerbaïdjan oriental, en Iran. Lors du recensement de 2006, sa population était de 1 460 personnes, avec 350 familles.